# Dante Gabriel Rossetti

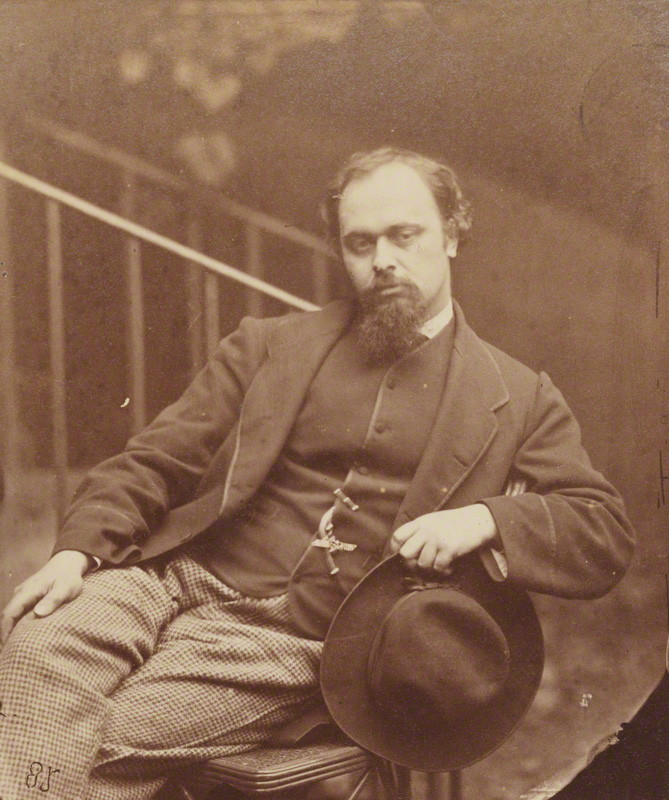
Dante Gabriel Rossetti, Fotografie von Lewis Carroll, 1863

Dante Gabriel Rossetti (* 12. Mai 1828 in London; † 9. April 1882 in Birchington-on-Sea, Kent) war ein britischer Dichter und Maler, der in beiden Künsten gleichermaßen begabt war. Er war wegen seiner dominierenden und charismatischen Persönlichkeit die treibende Kraft der Präraffaeliten, die die Reform der britischen Kunst als Ziel hatten. Er hielt wenig von Konventionen und wurde in den letzten Lebensjahren ein exzentrischer Sonderling.

## Leben
Dante Gabriel Rossetti wuchs als zweites von vier sehr begabten Kindern Maria Francesca, William Michael und Christina Georgina in einer außergewöhnlichen Familie in der Charlotte Street, in der Nähe des Regent’s Park, auf. Sein Vater, Gabriele Rossetti, der aus Italien geflohen war, war Dichter und Wissenschaftler. Er galt als Kapazität für Dante Alighieris Werke. Seine Mutter, Frances Mary Lavinia Polidori, Tochter von Gaetano Polidori und Schwester von John Polidori, war ebenfalls Lehrerin. Weil sein Vater am King’s College London Professor war, erhielt Rossetti eine gute Schulbildung sowie auch Zeichenunterricht. Hier zeigte sich früh seine Vorliebe fürs Malen und Zeichnen. 
So schrieb er sich 1842 an der Cary’s Academy ein, die als Sprungbrett in die Royal Academy (RA) galt. Vier Jahre später wurde Rossetti Schüler an der Antique School der RA, eine Vorbereitung, die alle Schüler durchlaufen mussten. Wie auch schon an der Cary’s Academy gefiel ihm der Unterricht in der RA nicht, sodass er niemals Student der Royal Academy wurde.

Selbstbildnis, 1847, National Portrait Gallery, London

Im März 1848 bat er den von ihm bewunderten Ford Madox Brown, sein Lehrer zu werden. Zwar war Rossetti von den literarischen Themen Browns beeindruckt, doch enttäuschte es ihn, dass Brown versuchte, ihn nach den alten akademischen Lehrmethoden zu unterrichten. Daraufhin verließ er Brown zwar als Schüler, blieb ihm aber zeitlebens als Freund verbunden. 
Bis zu seinem 20. Geburtstag war Rossetti unschlüssig, ob er als Dichter oder als Maler sein Geld verdienen wollte. Kurzerhand schickte er ein paar Gedichte dem anerkannten Poeten und Kritiker Leigh Hunt. Dieser lobte ihn, betonte aber auch, dass es schwieriger sei, mit der Literatur als mit der Malerei Geld zu verdienen. Rossetti mangelte es nicht an Ideen, doch hatte er noch keine Arbeit als Maler abgegeben. Er sollte den entscheidenden Impuls durch die Freundschaft zu William Holman Hunt und John Everett Millais bekommen. Sie lebten als Bohémiens und trugen alle anstelle einer Krawatte ein geknotetes Tuch.

John Ruskin und Gabriel Dante Rossetti (1862)

Die drei konnten nicht unterschiedlicher in ihrem Wesen sein, aber alle waren sie über den Zustand der britischen Kunst bestürzt und sahen sie dem Verfall nahe. Ihrer Ablehnung der herrschenden Konventionen in der Malerei, die sich ihrer Ansicht nach durch die Nachahmung Raffaels und seiner Nachfolger gebildet hatten, gaben sie Ausdruck, in dem sie sich die „Präraffaeliten“ nannten. Vier weitere Freunde, darunter Rossettis Bruder William, gründeten 1848 die „Präraffaelitische Bruderschaft“, kurz PRB. Diese Initialen standen deshalb auf Die Jugendzeit der Jungfrau Maria, dem ersten Ölgemälde von Rossetti. Es bekam viel Lob, es schien der Anfang einer großen Karriere. Doch als die Presse herausbekam, was sich hinter „PRB“ verbarg, wurden er und seine Freunde scharf angegriffen. Rossetti war enttäuscht über die herbe Kritik und fiel in eine Depression. Ab 1852 begann sich die PRB aufzulösen. Während der Jahre von 1850 bis 1860 gab er die Ölmalerei fast völlig auf und widmete sich kleinformatigen Aquarellen. Dank dem Kritiker John Ruskin, den er 1854 kennenlernte, verkauften sich diese gut, obwohl er sie nicht ausstellte.
Bereits 1849 (oder 1850) begegnete er seiner zukünftigen Frau Elizabeth Eleanor Siddal. „Lizzie“ entsprach dem Frauenideal der Präraffaeliten; sie war Rossetti ein Leben lang Muse und Quelle der Inspiration. Ab 1858 spielte auch eine andere Frau eine Rolle in seinem Leben: Fanny Cornforth. Sie war das Gegenteil der zarten, kränkelnden Lizzie. Sie befriedigte Rossettis sexuelle Bedürfnisse bis zu dessen Hochzeit im Jahr 1860. Kurz zuvor, im Jahr 1858, freundete er sich mit zwei Oxfordstudenten an. Im darauf folgenden Jahr malte er mit ihnen und einigen anderen jungen Künstlern den Sitzungssaal der Oxford University Union mit Szenen der Artussage aus. Ein Jahr nach der Hochzeit brachte Lizzie ein totes Kind zur Welt und erlitt einen Nervenzusammenbruch. 1862 nahm sie sich mit einer Überdosis Laudanum das Leben. Aus Trauer darüber ließ Rossetti sein einziges Gedichtmanuskript mit ihr begraben.

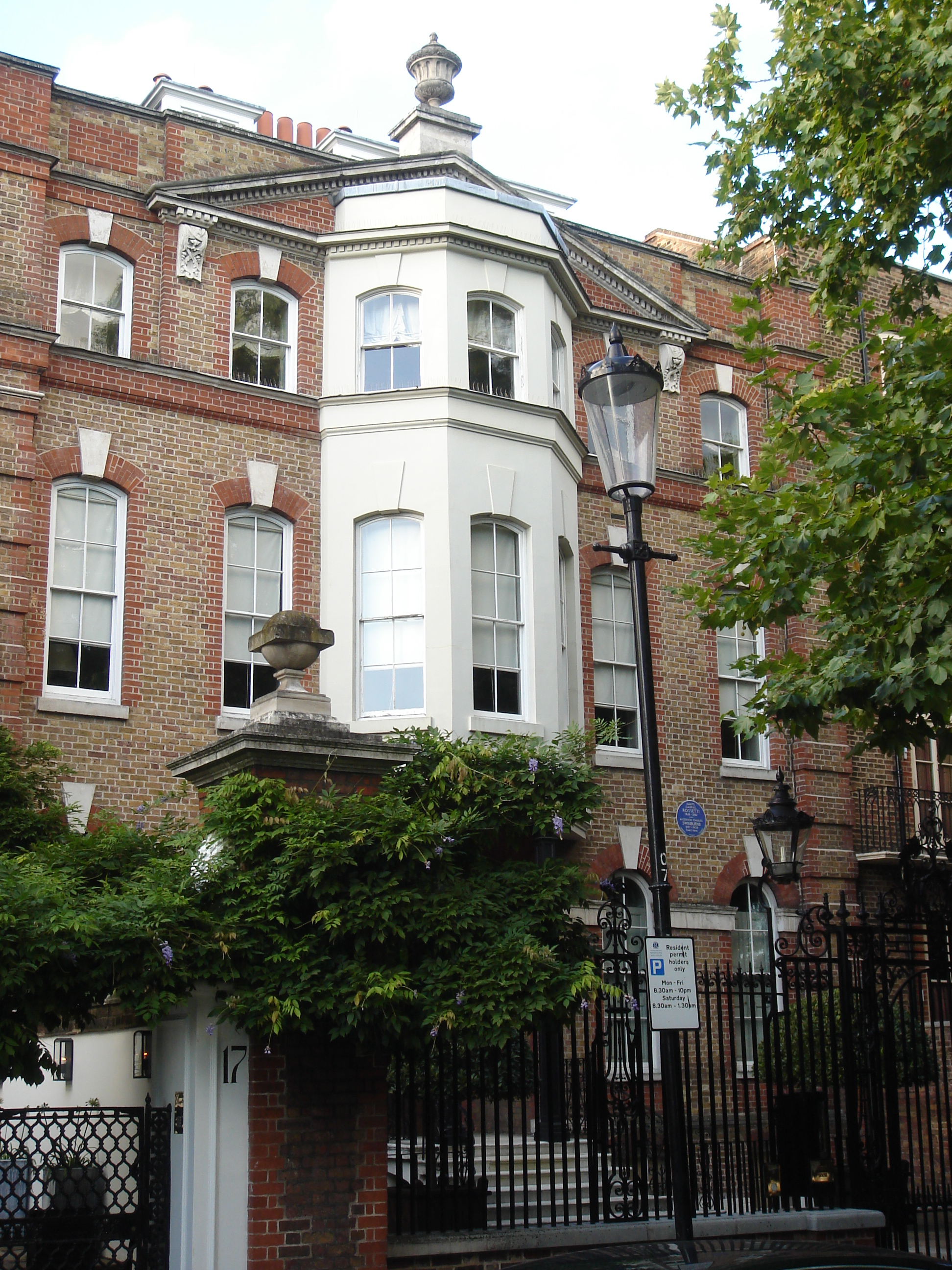
Rossettis Haus in Chelsea

Im selben Jahr pachtete Rossetti ein großes Haus in Chelsea, 16 Cheyne Walk, an der Themse, das er sich mit Algernon Charles Swinburne, einem Poeten, teilte sowie vorübergehend auch mit seinem Bruder William Michael Rossetti und George Meredith. Er erneuerte seine Beziehung zu Fanny Cornforth, die für ihn Modell saß, seine Geliebte war und sich um seinen Haushalt kümmerte. Da sich seine Bilder hervorragend verkauften, konnte er sich noch ein weiteres Modell, Alexa Wilding, leisten. Und noch eine Frau saß ihm Modell, wenn auch ausschließlich für die Gesichtspartie: Jane Morris, die Frau von Rossettis engem Freund William Morris. Die jahrelange Affäre der beiden trug sich unter den Augen William Morris’ zu, der gegen seinen Freund und seine Frau nicht einschreiten wollte. Katherine Rundell berichtet von einem großen, zum Haus in 16 Cheyne Walk gehörenden Garten, den Rossetti, nachdem er Witwer geworden war, mit exotischen Tieren zu besetzen begann. „Unter anderem schaffte er sich Wallabys, Känguruhs, einen Waschbären und ein Zebu an. Er erwog, einen afrikanischen Elefanten zu halten, fand dieses Tier mit £400 aber überteuert. Er erwarb einen Tukan, dem er beibrachte, auf einem Lama zu reiten. Vor allem aber liebte er Wombats.“
Gegen seine Schlaflosigkeit hatte Rossetti begonnen, Chloralhydrat zu nehmen, dessen Nebenwirkungen damals nicht bekannt waren. 1871 schluckte Rossetti eine Phiole Laudanum – ob aus Versehen oder Absicht – und schwebte einige Tage zwischen Leben und Tod. Madox Brown brachte ihn zur Erholung nach Schottland, wo er sich einige Monate aufhielt. Von September 1872 bis 1874 wohnte und arbeitete er in Kelmscott Manor, an dessen Kauf er sich beteiligt hatte.
Als er Kelmscott verlassen hatte und zurück in London war, ging es Rossetti gesundheitlich nicht gut. 1876/1877 bezog er ein Haus in Bognor Regis, einem Seebad in West Sussex in Südengland. Rossetti nahm den Karton Astarte Syriaca mit und The Blessed Demozel. Dr. William Blakes Cottage in Felpham war ganz in der Nähe. Er tätigte Rossettis Geschäfte.
1874 wurde die Partnerschaft von Morris, Burne-Jones, Marshall, Webb und Faulkner mit Rossetti und Madox Brown aufgelöst. Von da an sah er Morris nur noch selten. Rossetti sah darin eine Konspiration. Alkohol und andere Drogen forderten ihren Tribut, riefen Wahnvorstellungen hervor und ließen seine Hände zittern, so dass es ihm oft unmöglich war zu malen. Als Jane Morris 1876 das Ausmaß seiner Chloral-Sucht entdeckte, brach sie die Beziehung zu ihm ab. Auch körperlich veränderte Rossetti sich stark. Er nahm stetig zu und seine dunklen Augenringe gaben ihm etwas Finsteres. Obwohl er ein brillanter Unterhalter war, wurde er mehr und mehr zum Exzentriker. Krank, depressiv und vorzeitig gealtert, verließ er nur selten sein Haus. 1881 erlitt der ständig kränkelnde Künstler einen Schlaganfall, der Lähmungen des linken Arms und linken Beins nach sich zog, und Rossetti beendete seine langjährige Beziehung zu Fanny Cornforth. Im Februar des folgenden Jahres machte er in Birchington-on-Sea Urlaub. Dort starb er an Nierenversagen am Ostersonntag, dem 9. April 1882.

## Grabstätte

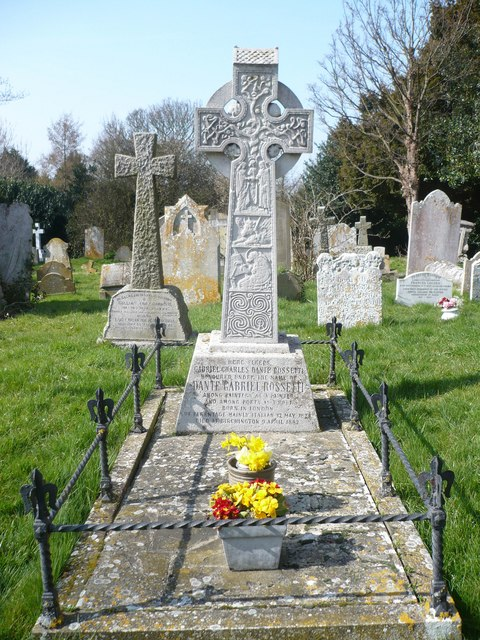
Rossettis Grab in Birchington-on-Sea

Die Grabstätte befindet sich auf dem Friedhof der Parish Church of All Saints in Birchington-on-Sea, Kent. Das irische Kreuz wurde von Maddox Brown entworfen. Die Inschrift lautet: „Hier schläft Gabriel Dante Charles Rossetti, unter dem Namen Dante Gabriel Rossetti als Maler unter den Malern, als Dichter unter den Dichtern geehrt. Geboren in London von überwiegend italienischer Herkunft am 12. Mai 1828. Gestorben in Birchington am 9. April 1882.“
Die Basis bildet Rossettis Monogramm „R“. In drei Reliefs sind dargestellt: St. Lukas, der Schutzpatron der Maler, und noch einmal darüber als geflügelter Ochse. Über dem Ochsen ist der Dichter Dante. In der Mitte des Kreuzes befindet sich Eva als Sinnbild der Verführung.
In der Kirche von Birchington befindet sich ein nach Rossettis Entwurf von Shields gearbeitetes buntes Glasfenster „Die Vorbereitung zum Passahfest“. Rossetti verstarb an einem Ostersonntag, so dass dieses Bild als Erinnerung diente.

## Denkmal
1887 wurde ein Denkmal für Rossetti in Chelsea am Cheyne Walk aufgestellt. Es war ein von John Seddon entworfener Brunnen mit einer von Madox Brown modellierten Bronzebüste. Ein Gipsabdruck befindet sich in der National Portrait Gallery. Holman Hunt hielt die Erinnerungsrede.

## Werk

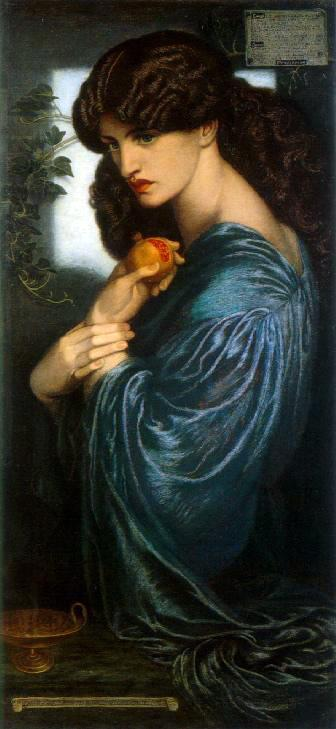
Jane Morris als Proserpine, 1874, Tate Gallery, London

Rossetti gehörte zu den ungewöhnlichsten Künstlern des 19. Jahrhunderts. Er selbst sah sich als malenden Dichter. Von den anderen Mitstreitern der Präraffaelitischen Bewegung hob er sich durch seine Auffassung und seine Arbeitsmethoden deutlich ab: Er war weder geduldig noch ein Naturtalent. Auch war er nie an der genauen Ausführung von Details interessiert, neigte dazu, komplizierte Hintergründe zu vermeiden und hatte eine Abneigung gegen Landschaften. Daneben fehlte ihm auch eine gründliche technische Schulung. So sind seine ersten Werke (Die Jugendzeit der Jungfrau Maria, Die Verkündigung) zwar anspruchsvoll, legen aber auch seine zeichnerischen und perspektivischen Grenzen offen. Doch lässt die Aussagekraft die technischen Mängel vergessen.
Holman Hunt war der Ansicht, dass Rossettis Werke nicht nur gegen die Grundsätze der Präraffaeliten verstießen, sondern dass dieser die Lehren nie ernsthaft angenommen habe. Rossettis Verdienst sei jedoch, dass er die beiden genialen Künstler Edward Burne-Jones und William Morris in ihrer Entwicklung gefördert habe.
Im Gegensatz zu den anderen Präraffaeliten benutzte er für seine Werke oft Aquarellfarben. Rossetti entwickelte hierin eine völlig eigene Malweise. Er trug die Farben häufig kräftig und in Strichen und Punkten auf. Dadurch erzielte er ein juwelenartiges Funkeln, das besonders bei heraldischen Verzierungen vorteilhaft wirkt (siehe Die Vermählung des hl. Georg mit der Prinzessin Sabra). Er machte keinen Unterschied zwischen Wasser- und Ölfarben. Er wendete die Techniken bei vielen Bildern über Kreuz an. Sein Freund William Bell Scott schrieb, Rossetti habe „mit Aquarellpinseln in Öl gemalt, mit so dünnem Auftrag wie bei einem Aquarell“. Trotz seines Widerwillens gegen die akademische Disziplin war er der vorzüglichste der Präraffaeliten. Oft vertiefte er sich sehr in einzelne Themen, doch erhielt er sich seine Vielseitigkeit. So versuchte er sich 1857 in Oxford an der Wandmalerei. Aber sein Versuch scheiterte kläglich wegen seiner unvollkommenen Technik. Die Zusammenarbeit mit William Morris förderte sein Talent für die Glasmalerei zu Tage, außerdem war er ein ausgezeichneter Buchillustrator, wenngleich er sich auf diesen Feld sehr wenig betätigte.
In den letzten 20 Jahren seines Schaffens (bis 1878) konzentrierte er sich fast vollständig auf das Malen von Gemälden schöner, sinnlicher Frauen. Jane Morris wurde mit lasziv geschürzten Lippen und wallender Haarpracht durch Rossettis Bilder zum Sinnbild der Femme fatale. Zwar beruhten die Bilder auf mythologischen oder literarischen Motiven, doch hatten sie kein erzählerisches Moment. Wegen seines Gesundheitszustandes und weil Gehilfen ihm bei seinen Werken zur Hand gingen, ist sein Spätwerk uneinheitlich. Und doch zählen einige seiner Gemälde zu den bemerkenswertesten Bildern des 19. Jahrhunderts von zeitloser Bedeutung.

## Gedichte
- Elisabeth Luther Cary: Poems by Dante Gabriel Rossetti. G. P. Putman’s Sons, New York 1903.
- William Michael Rossetti: The Poetical Works of Dante Gabriel Rossetti. Ellis & Elvery, London 1891.
- Hand & soul by Dante Gabriel Rossetti. William Morris and the Kelmscott Press, 1895.
- Dante Gabriel Rossetti: Das Haus des Lebens. Eine Sonettenfolge aus dem Englischen von Otto Hauser. Eugen Diederichs, Leipzig 1900
- Dante Gabriel Rossetti: Gedichte und Balladen. Übertragen von Alexander von Bernus und Stefan George. – Christina Rossetti: Ausgewählte Gedichte. Übertragen von Wolfgang Breitwieser. Verlag Lambert Schneider, Heidelberg 1960.

## Gemälde (Auswahl)
- Delaware Art Museum

Gefunden (1859, unvollendet)
- London, Tate Gallery

Die Jugendzeit der Jungfrau Maria (1849)
Ecce Ancilla Domini / Die Verkündigung (1850)
Die Vermählung des hl. Georg mit der Prinzessin Sabra (1857)
Das Lied der sieben Türme (1857)
Beata Beatrix (1864–1870)
Monna Vanna (1866)
Die Braut (1865/1866)
Proserpine (1874)
- Liverpool Museums

Dante’s dream – inspiriert von einem Gedicht
The Blessed Damozel – inspiriert von einem Gedicht
- Manchester, Art Gallery

Die schattige Wiese (1850–1872)
Astarte Syriaca (1875–1877)
- Neuss, Clemens-Sels-Museum

Maria Theresa Zambaco (1870)
- Oxford, Ashmolean Museum

Der erste Jahrestag des Todes von Beatrice (1853)
- Russell-Cotes Art Gallery, Bournemouth, England

Venus Verticordia

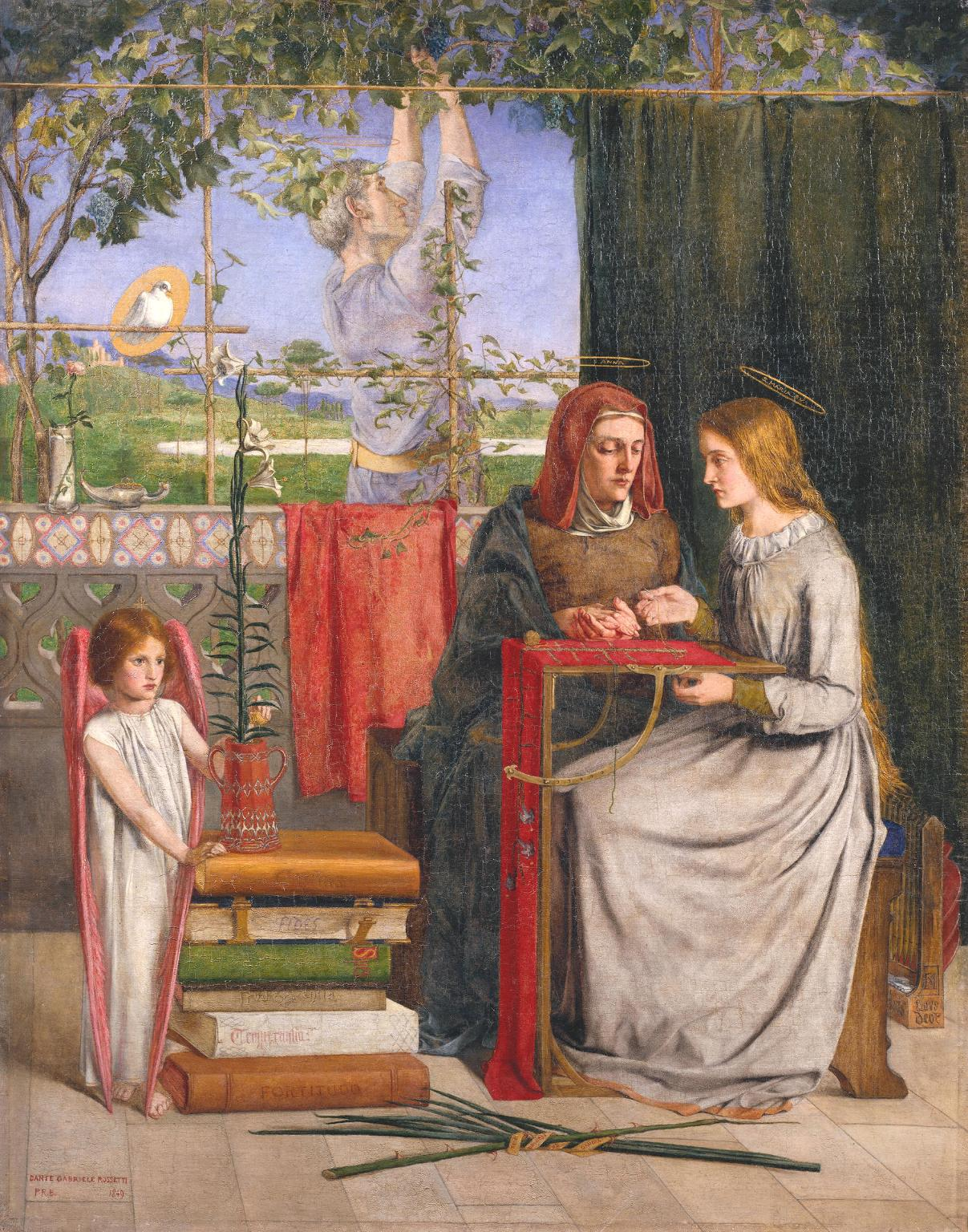
Die Jugendzeit der Jungfrau Maria, 1849
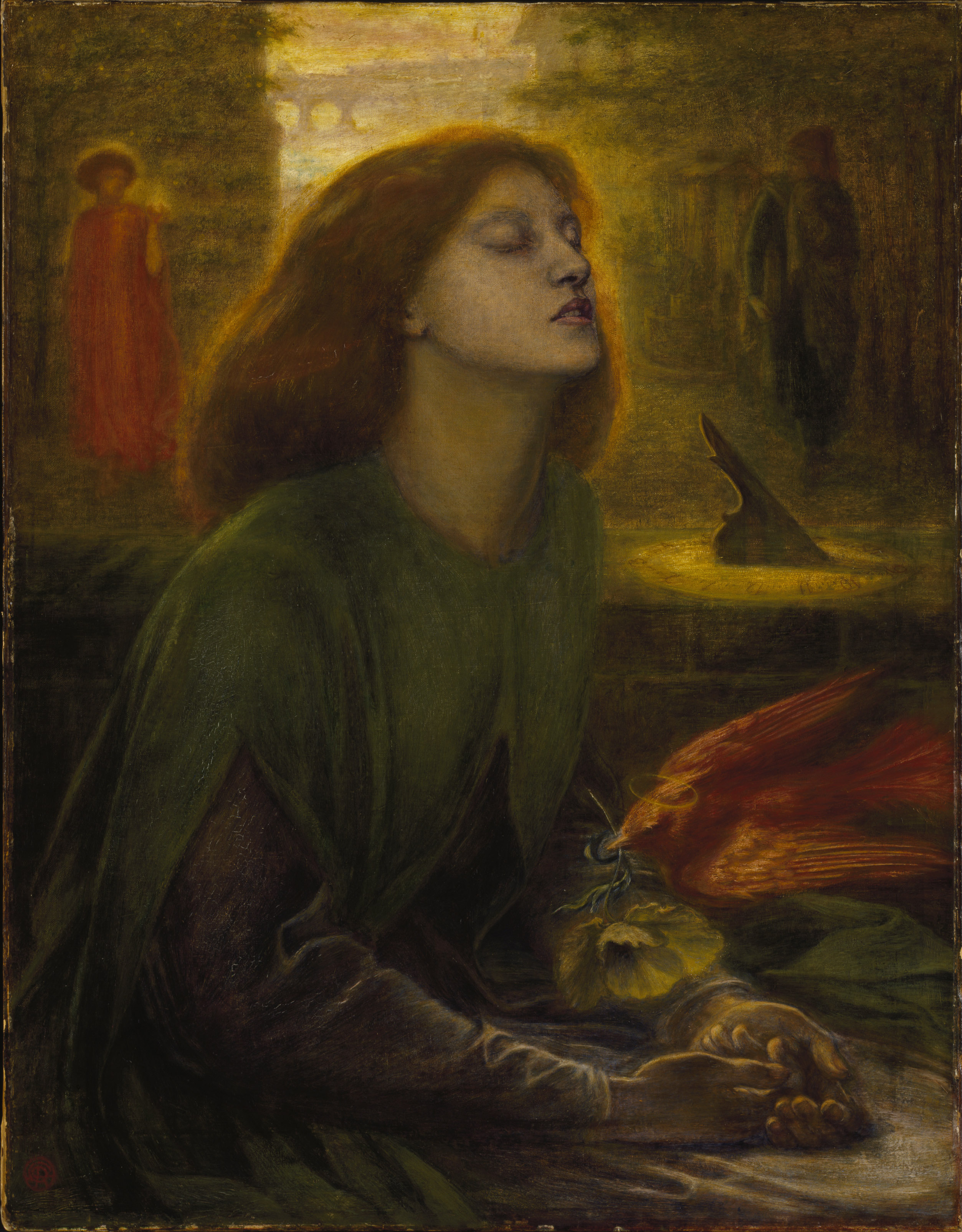
Beata Beatrix, 1864–1870
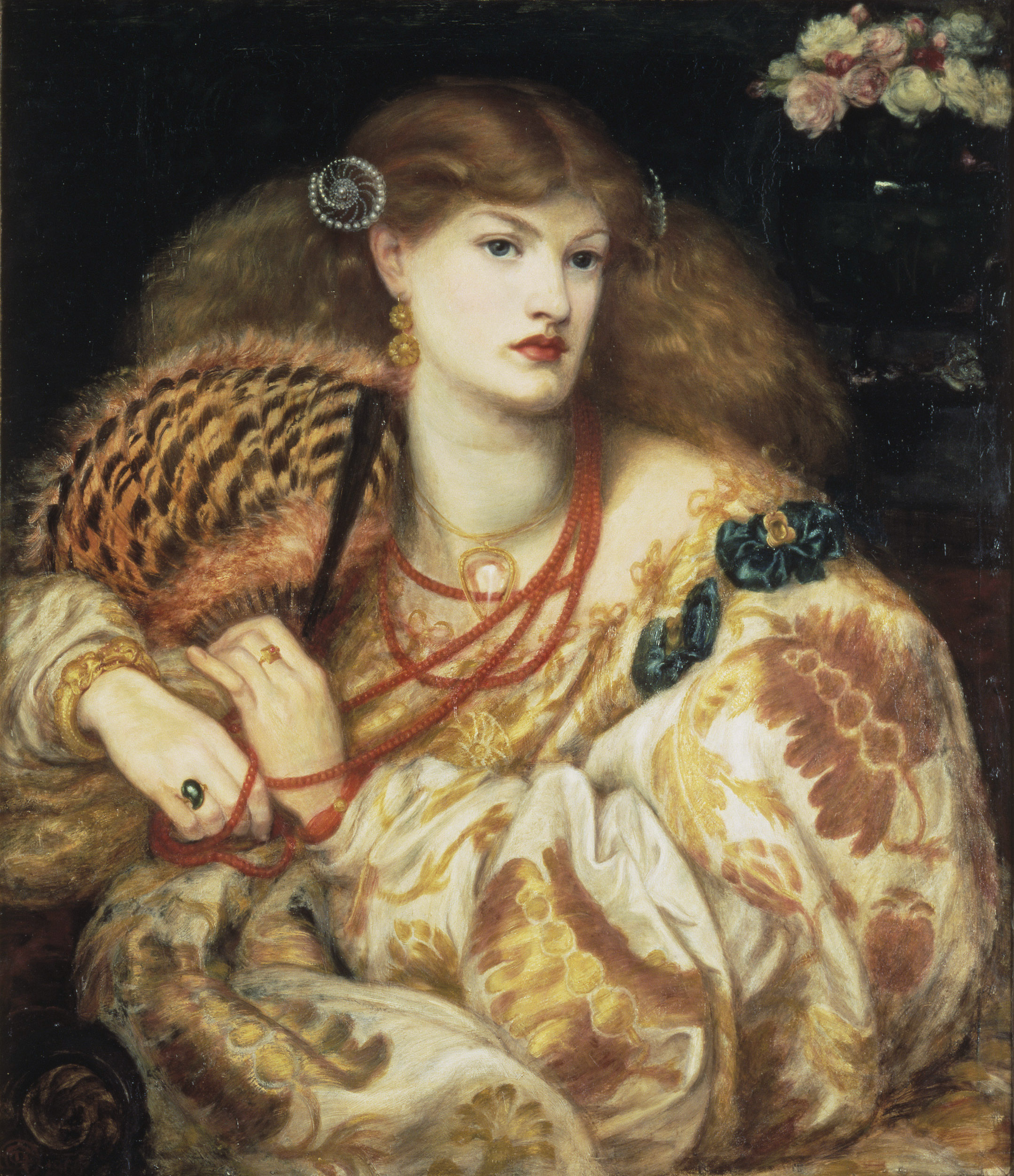
Monna Vanna, 1866, Modell Alexa Wilding
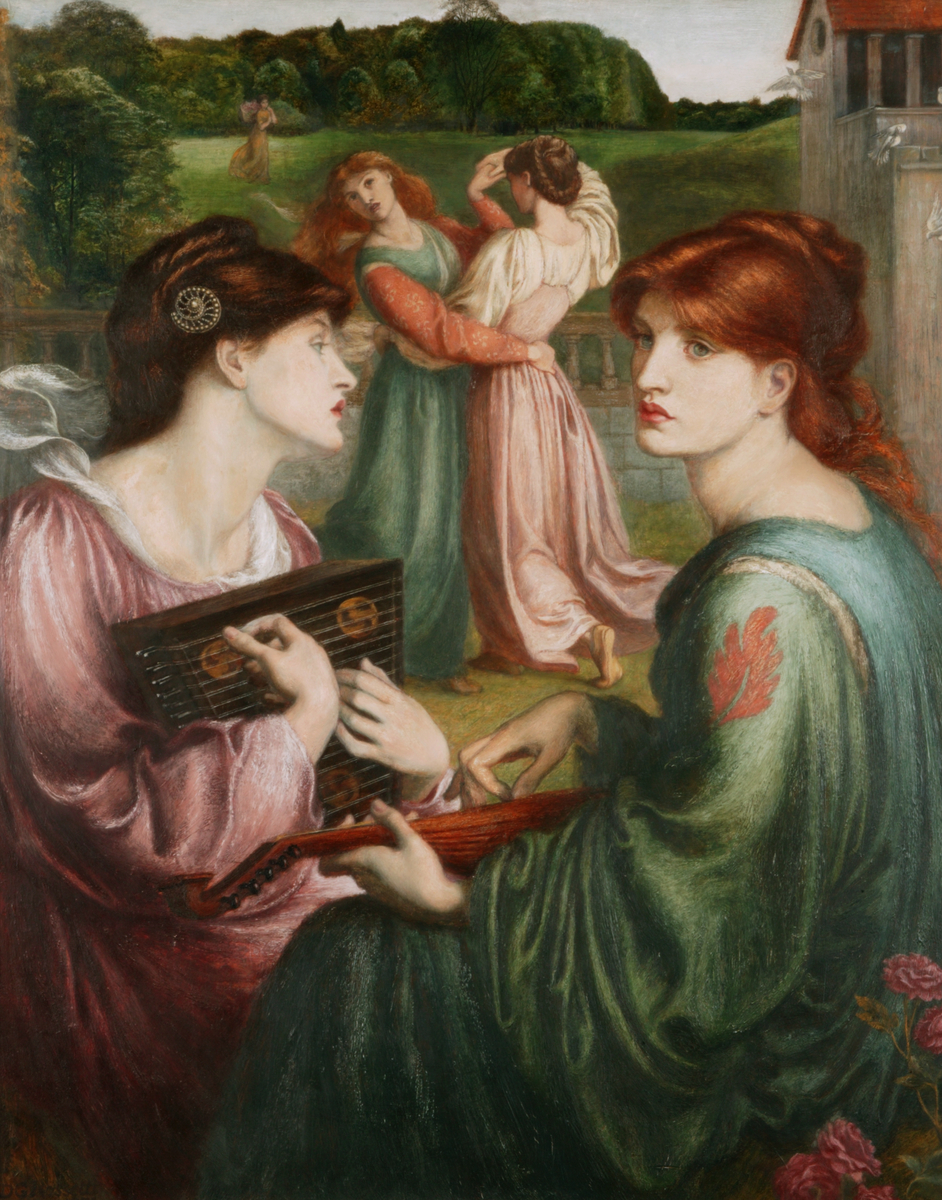
Die schattige Wiese, 1850–1872
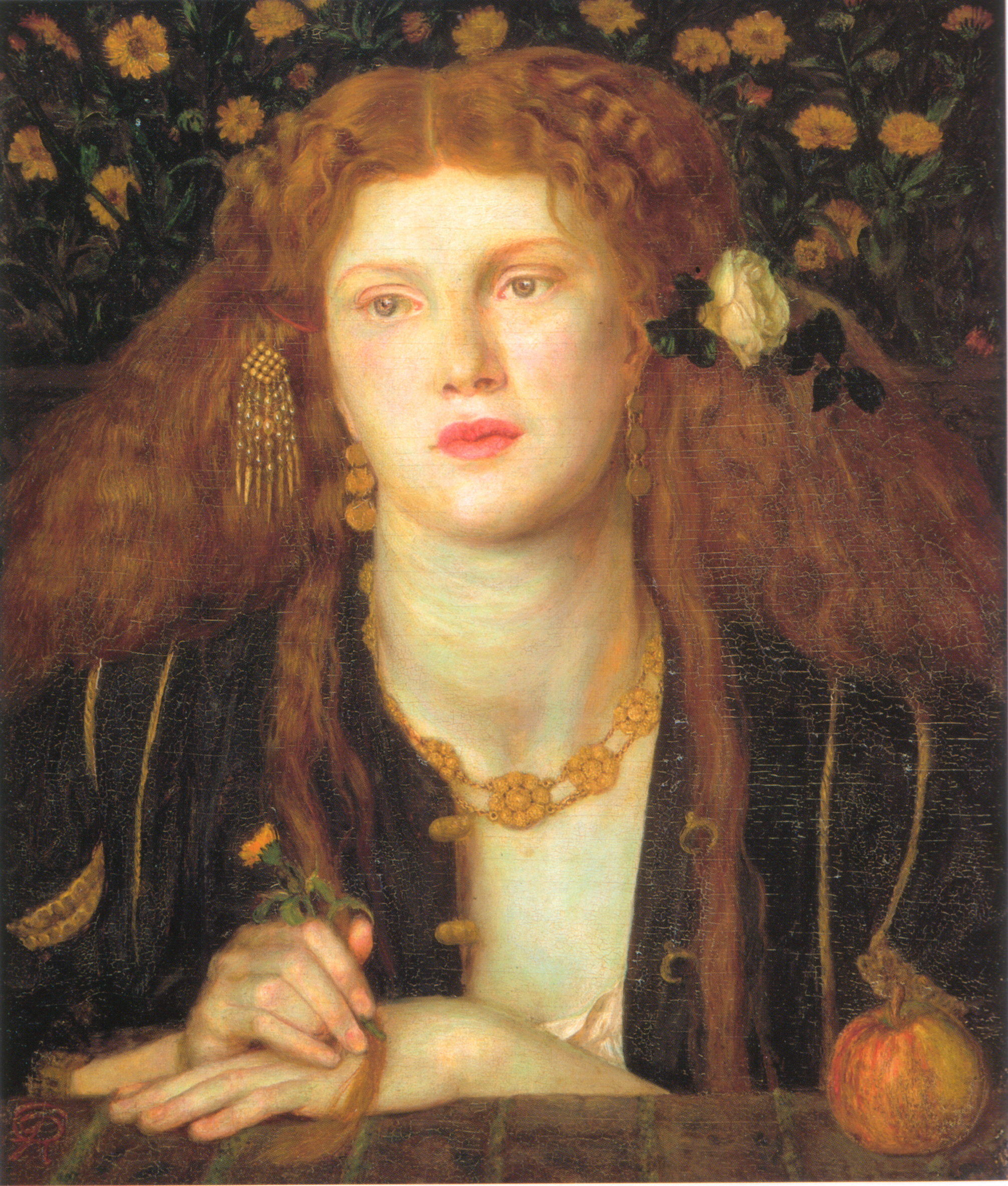
Bocca Baciata, 1859, Bostom Museum of Fine Arts
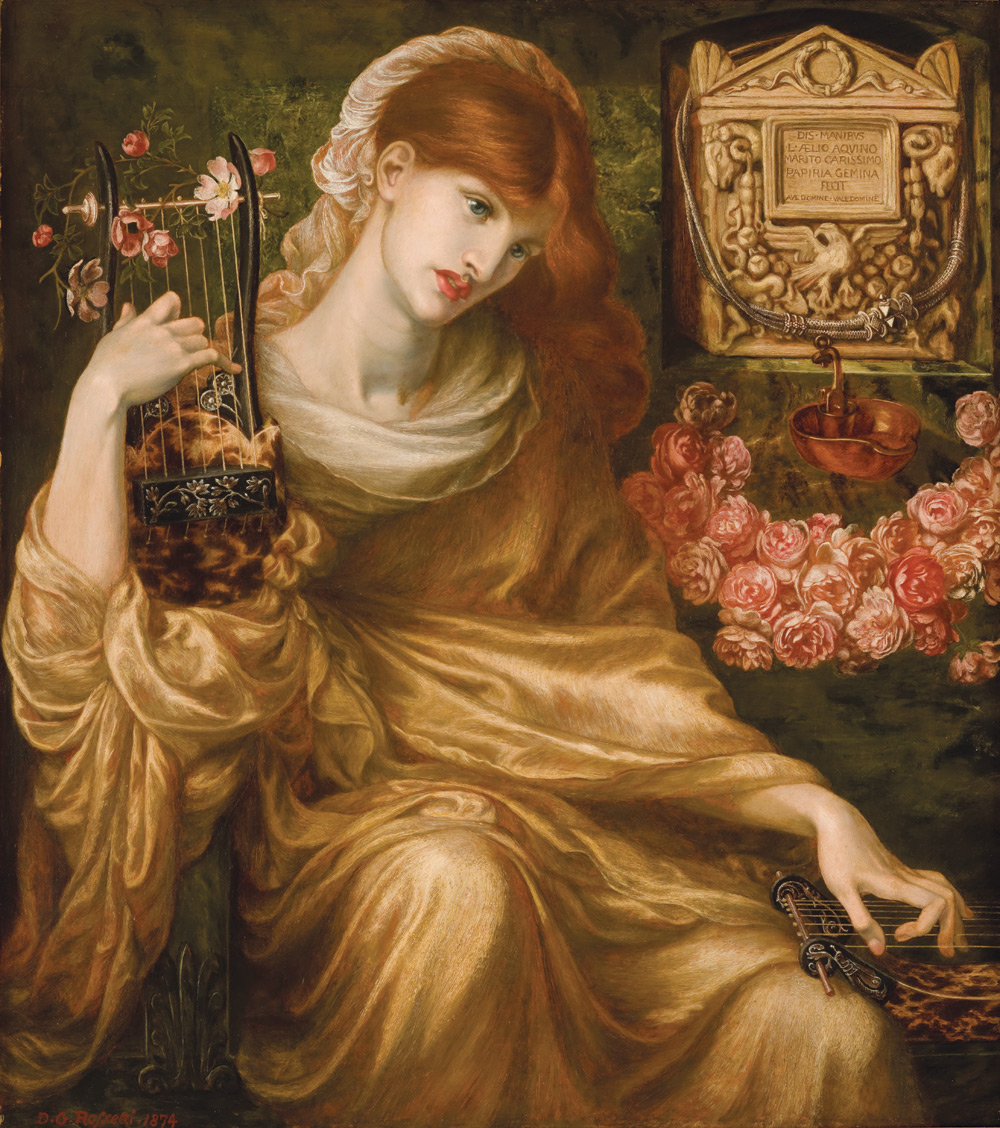
Die römische Witwe, 1874, Museo de Arte de Ponce
Lady Lilith, 1868, Delaware Art Museum